# بنيامينو سيغري
بنيامينو سيغري (بالإيطالية: Beniamino Segre)‏ (16 فبراير 1903 – 2 أكتوبر 1977) عالم رياضيات إيطالي عرف بمساهماته في الهندسة الجبرية وأحد مؤسسي الهندسة المنتهية.